# Pyrola forrestiana
Pyrola forrestiana là một loài thực vật có hoa trong họ Thạch nam. Loài này được Andres miêu tả khoa học đầu tiên năm 1913.